# الدوري الألماني الشرقي 1983–84
الدوري الألماني الشرقي 1983–84 هو الموسم 37 من الدوري الألماني الشرقي. أقيم خلال الفترة 13 أغسطس 1983 وحتى 19 مايو 1984، وأشرف على تنظيمه الاتحاد الأوروبي لكرة القدم، وكان عدد الأندية المشاركة فيه 14، وفاز فيه دينامو برلين.